# Joshua Slack
Joshua Slack (* 16. Dezember 1976 in Brisbane) ist ein australischer Beachvolleyballspieler.

## Karriere
Slack absolvierte 1999 seine ersten internationalen Turniere mit Matthew Grinlaubs. Im Jahr 2000 spielten Slack/Grinlaubs nach einigen Top-Platzierungen beim olympischen Turnier in Sydney, wo sie jedoch das Achtelfinale verpassten. 2001 erreichte Slack mit Jarrod Novosel drei neunte Plätze und schied bei der Weltmeisterschaft in Klagenfurt in der ersten Hauptrunde gegen das US-Duo McCaw/Heidger.
Bei den Berlin Open 2002 trat Slack erstmals mit Andrew Schacht an. Die beiden Australier schafften in den ersten gemeinsamen Jahren diverse Top-Ten-Platzierungen, darunter ein dritter Rang 2003 in Espinho. 2004 erreichten sie beim olympischen Turnier in Athen das Achtelfinale, in dem sie den Deutschen Christoph Dieckmann und Andreas Scheuerpflug unterlagen. Bei der WM 2005 in Berlin gab es ebenfalls eine Niederlage gegen ein deutsches Duo (Polte/Schoen) und das Aus im kontinentalen Duell gegen Pitman/Lochhead. Zwei Jahre später feierten Schacht/Slack ihren größten Erfolg, als sie bei der Weltmeisterschaft in Gstaad mit einem Sieg gegen die Brasilianer Emanuel/Ricardo Dritter wurden. Ihre zweite Olympiateilnahme endete 2008 in Peking im Achtelfinale gegen das niederländische Duo Nummerdor/Schuil.
Von 2010 bis 2012 spielte Slack mit Christopher McHugh. Das beste Ergebnis des neuen Duos war Rang fünf 2011 beim Grand Slam in Moskau.
Seit 2013 spielt Slack nur noch sporadisch mit verschiedenen Partnern auf nationalen Turnieren.